# North American XB-28 Dragon
Il North American XB-28 Dragon, denominazione aziendale NA-63, fu un bombardiere medio d'alta quota, bimotore e monoplano ad ala media, sviluppato dall'azienda aeronautica statunitense North American Aviation nei primi anni quaranta e rimasto allo stadio di prototipo.
Evoluzione del North American B-25 Mitchell, dal quale si distingueva visivamente per l'adozione di un impennaggio monoderiva in luogo di quello bideriva, fu oggetto di valutazione da parte dell'United States Army Air Forces (USAAF) ma pur esprimendo prestazioni ampiamente superiori al modello da cui derivava un suo eventuale impiego durante la seconda guerra mondiale venne ritenuto inadatto e il suo sviluppo venne interrotto.

## Storia del progetto
Nei tardi anni trenta, grazie al successo ottenuto con il modello B-25 Mitchell, la North American Aviation decise di avviare su iniziativa privata lo sviluppo di una sua variante destinata ad operare ad alta quota. Il progetto, indicato dall'azienda come NA-63, riproponeva l'aspetto generale del B-25 Mitchell venendo tuttavia profondamente modificato per rispondere alle diverse condizioni operative dettate dal profilo di missione. Per ovviare ai problemi ipotizzabili per i cinque previsti membri dell'equipaggio nel dover operare a un'elevata quota di tangenza, l'ufficio tecnico decise di integrare nella fusoliera una cabina di pilotaggio pressurizzata. L'impennaggio abbandonò la soluzione a doppia deriva per una convenzionale a unico elemento verticale. L'armamento difensivo, basato su tre torrette dotate di una coppia di mitragliatrici AN/M2 calibro .50 in (12,7 mm), venne di conseguenza concepito per essere azionato da comando remoto mentre quello offensivo, consistente in bombe da caduta, era ospitato in un vano ventrale. L'apparato propulsivo, sempre bimotore, era affidato a una coppia di Pratt & Whitney R-2800, radiali 18 cilindri doppia stella raffreddati ad aria dotati di compressore centrifugo in grado di erogare una potenza massima pari a 2 000 hp (1 491 kW) ciascuno.
Visionato il progetto, le autorità dello United States Army emisero un ordine di fornitura per due esemplari da avviare a prove di valutazione ai quali, in base alle convenzioni allora in uso, venne assegnata la designazione ufficiale XB-28. Un progetto analogo, presentato dalla Glenn L. Martin Company, indicato dall'azienda come Model 182 e che ottenne la designazione USAAF XB-27, non lasciò mai il tavolo da disegno.

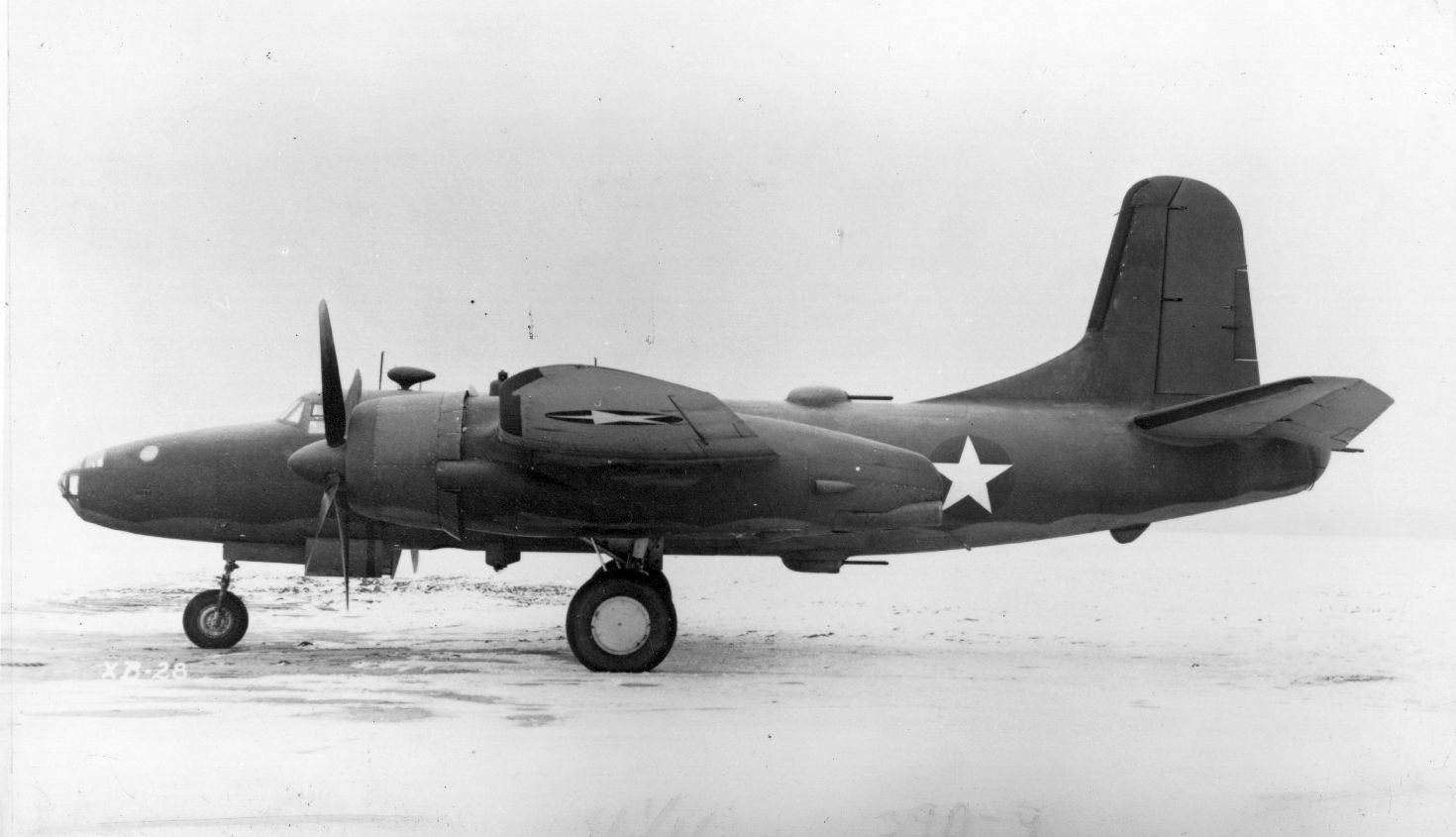
L'XB-28 visto di lato.

Il primo dei due prototipi, identificato con il seriale 40-3056, venne portato in volo per la prima volta il 26 aprile 1942. Le prove di volo ufficiali confermarono le aspettative, esprimendo prestazioni significativamente migliori rispetto al B-25, tuttavia il modello non riuscì a superare alcune perplessità sollevate circa un suo impiego nel teatro operativo previsto, quello della Guerra del Pacifico. In quell'area le missioni di bombardamento da alta quota erano ostacolate in modo significativo da fattori climatici come frequente presenza di copertura nuvolosa e vento. Inoltre il tipico profilo di missione dei bombardieri medi ne garantiva una sempre migliore efficacia a bassa quota, così che si ritenne che il guadagno in termini di prestazioni di velivoli operanti da alta quota non fosse abbastanza significativo da giustificare l'innalzamento delle missioni di bombardamento a bassa quota.
Sfumata la possibilità di adottare il modello come bombardiere, il secondo prototipo, denominazione aziendale NA-67 e seriale 40-3058, venne assemblato in configurazione aereo da ricognizione. Indicato ufficialmente con la designazione XB-28A, differiva dal primo per l'adozione di una coppia di motori R-2800-27 e di una torretta supplementare di costruzione General Electric. Portato in volo il 24 aprile 1943, non riuscì ad avere una lunga vita operativa; il successivo 4 agosto, a causa di un malfunzionamento durante le prove di valutazione dell'Army Air Forces precipitò al largo della California meridionale; l'equipaggio, pur riuscendo a trarsi in salvo non riuscì ad evitare la perdita del velivolo.

### Riviste
- (EN) Jack Dean, The Charge Of The Light Brigade, in Airpower, Volume 28, Number 6, Granada Hills, California, novembre 1998.